# Lento
Lento là một xã của tỉnh Haute-Corse trên đảo Corse, Pháp. Xã này có diện tích 23,72 kilômét vuông, dân số năm 1999 là 91 người. Khu vực này có độ cao trung bình 550 mét trên mực nước biển. Xã này có chung tổng Alto-di-Casaconi với Monte, Volpajola, Campile, Olmo, Prunelli-di-Casacconi, Campitello, Ortiporio, Canavaggia, Bigorno, Scolca, Crocicchia và Penta-Acquatella.

## Dân số
Biến động dân số:
1962: 105
1968: 156
1975: 143
1982: 162
1990: 76
1999: 91